# Baleine à bec de Stejneger
Mesoplodon stejnegeri
Espèce
Statut de conservation UICN

 DD  : Données insuffisantes
Statut CITES
La baleine à bec de Stejneger (Mesoplodon stejnegeri) est une espèce de cétacés de la famille des Ziphiidae.